# 戈爾登城 (密蘇里州)
戈爾登城（英語：Golden City）是位於美國密蘇里州巴頓縣的城市。

## 人口
根據2020年美國人口普查的數據，戈爾登城的面積為2.68平方千米，皆為陸地。當地共有人口656人，而人口密度為每平方千米245人。